# ダウンズ (DD-45)
|          |                                                    |
| 艦歴     |                                                    |
| 発注     |                                                    |
| 起工     | 1912年6月27日                                      |
| 進水     | 1913年11月8日                                      |
| 就役     | 1915年2月11日（海軍） 1924年10月14日（沿岸警備隊） |
| 退役     | 1922年6月6日（海軍） 1930年11月18日（沿岸警備隊）  |
| その後   | 1934年8月22日にスクラップとして売却                |
| 除籍     | 1934年7月5日                                       |
| 性能諸元 |                                                    |
| 排水量   | 1,072トン                                          |
| 全長     | 305 ft 3 in (93 m)                                 |
| 全幅     | 31 ft 2 in (9.5 m)                                 |
| 吃水     | 9 ft 3 in (2.8 m)                                  |
| 機関     |                                                    |
| 最大速   | 29ノット (54 km/h)                                 |
| 乗員     | 士官、兵員98名                                     |
| 兵装     | 4インチ砲4門 18インチ魚雷発射管8門                 |

ダウンズ (USS Downes, DD-45) は、アメリカ海軍の駆逐艦。カッシン級駆逐艦の1隻。艦名はジョン・ダウンズに因む。

## 艦歴
ダウンズは1912年6月27日にニュージャージー州カムデンのニューヨーク造船所で起工する。1913年11月8日にM・H・シモンズ夫人（ダウンズ大佐の曾孫）によって進水し、1915年2月11日にフィラデルフィア海軍造船所で艦長A・W・ジョンソン少佐の指揮下就役する。
ダウンズはニューヨーク沖およびチェサピーク湾で整調を行い、フィラデルフィア海軍工廠に帰還すると1915年10月4日から1917年5月26日まで建造および新型機材の装備が行われた。海外任務のための装備が行われ、ダウンズは1917年10月18日にニューヨークを出航し、11月7日にイングランドのデヴォンポートに到着した。
ダウンズは1917年11月17日から1918年12月5日までアイルランドのクイーンズタウンを拠点として活動し、水路を通過してイギリス本国の港に向かう船団および概要に向かう船団の護衛を行った。アイルランド沖で潜水艦の哨戒を行い、僚艦と共に戦果の確認できない多数の攻撃を行い、船団を援助した。2つの確実な功績は、雷撃を受けたマンリー (USS Manley, DD-74) の支援と、イギリス潜水艦の救助およびサルベージであった。
1918年12月6日にフランスのブレストに到着、ウッドロウ・ウィルソン大統領を乗せた輸送船ジョージ・ワシントン (SS George Washington) を護衛し、12月14日にクイーンズタウンに帰還した。クリスマスの翌日、帰国の途に就き1919年1月18日にバージニア州ノーフォークに到着した。キューバ海域で冬季演習を行った後、3月14日にニューヨークに帰還する。
ダウンズは1919年5月5日にオーバーホールのためノーフォークに到着し、5月31日に通常状態に置かれた。任務に復帰すると1921年5月12日にロードアイランド州ニューポートに向かい夏季演習に参加する。1921年10月22日から1922年3月20日までサウスカロライナ州チャールストンでオーバーホールが行われ、3月24日にフィラデルフィア海軍工廠に到着する。ダウンズは1922年6月6日に退役した。
ダウンズはその後沿岸警備隊に1924年4月28日に移管された。沿岸警備隊では CG-4 の船体番号が与えられる。当初は訓練艦として使用され、その後ラム・パトロールの1隻として活動した。
1931年5月22日、フィラデルフィアで海軍に返還されたダウンズは1934年8月22日にロンドン海軍軍縮条約に従ってスクラップとして売却された。